# SMS Kronprinz (1914)

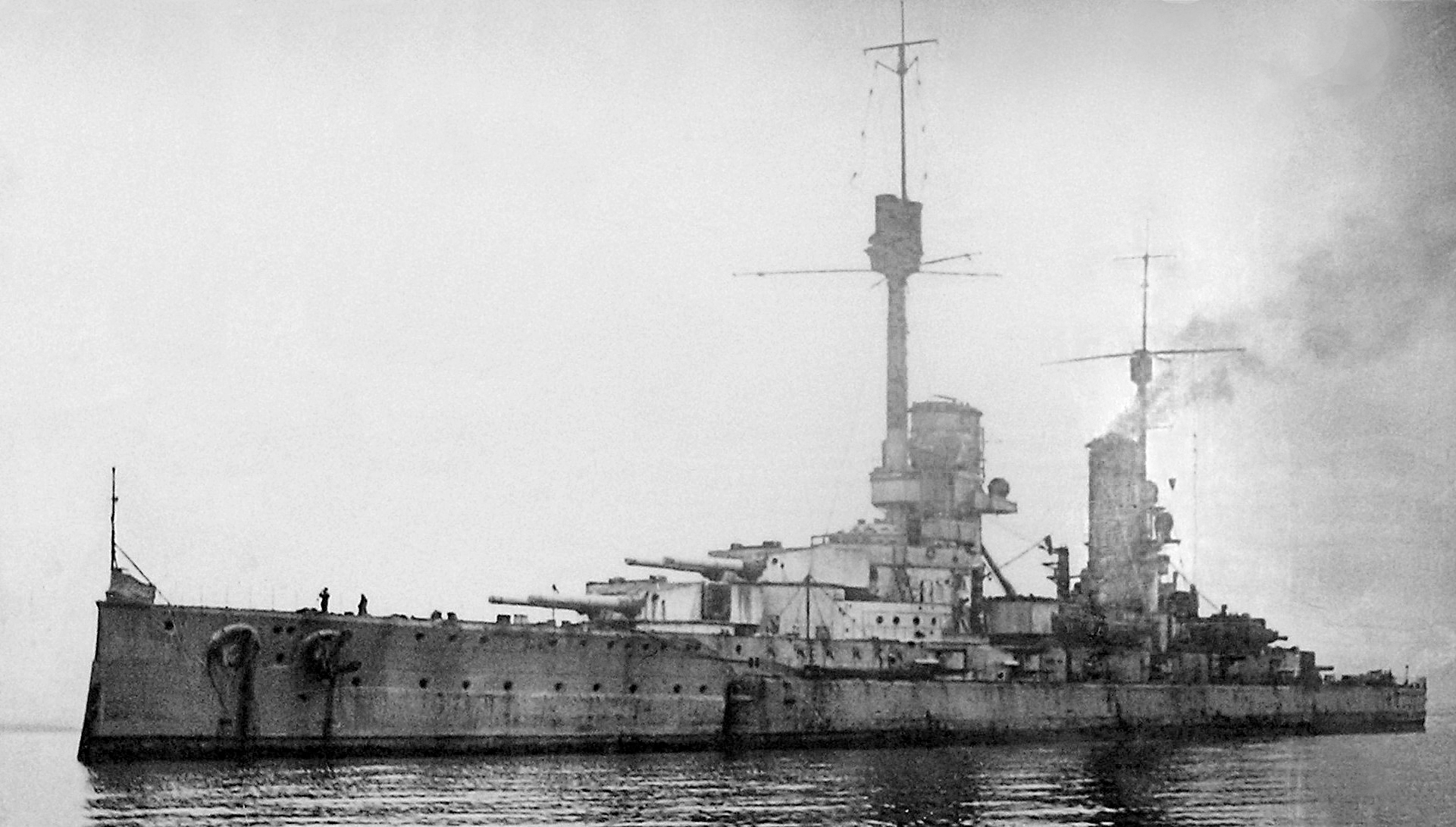
Le Kronprinz Wilhelm à Scapa Flow

Le SMS Kronprinz est un cuirassé allemand de classe König et de type dreadnought qui a participé, au sein de la Kaiserliche Marine, à plusieurs batailles navales durant la Première Guerre mondiale. En hommage au trentième anniversaire de l'arrivée au trône de Guillaume II, il a reçu le nom de SMS Kronprinz Wilhelm (« prince héritier Guillaume », en l'honneur du prince Guillaume de Prusse), le 15 juin 1918, après que le paquebot SMS Kronprinz Wilhelm de la Norddeutscher Lloyd eut été saisi par la US Navy, en avril 1917.

## Historique
Le navire fut construit par l'arsenal Germania de Kiel, mis à l'eau le 21 février 1914, et armé le 8 novembre 1914. Son tonnage est de 25 800 t et il est armé de dix canons de calibre 30,5 cm avec cinq double-tourelles.

### Service
Le Kronprinz est mis en service dans la troisième escadre de la Hochseeflotte et prend part à plusieurs actions  pendant la Première Guerre mondiale, dont la terrible bataille du Jutland du 31 mai et du 1er juin 1916, où il se trouve en quatrième position de la ligne de combat. C'est le seul navire de sa classe à ne pas avoir été endommagé à cette bataille, ainsi que dans les combats d'octobre 1917 au large des îles de la mer Baltique. Il combat alors avec son sister-ship, le SMS König, frappe le croiseur cuirassé russe Bayan, à la bataille du détroit de Muhu, dans le cadre de l'opération Albion le 17 octobre, et force le cuirassé Tsarévitch à la retraite.
Il fait partie des bateaux internés à Scapa Flow qui se sabordent en 1919. Il sombre le 21 juin 1919 à 13 h 15, tandis que les Britanniques tuent un machiniste de l'équipage du Kronprinz Wilhelm.

## Commandants
- Novembre 1914 à août 1915 	Kapitän zur See Gottfried von Dalwigk zu Lichtenfels
- Août 1915 à novembre 1916 	Kapitän zur See Constanz Feldt (de)
- Novembre 1916 à août 1918 	Kapitän zur See Bernhard Rösing (de)
- Août à décembre 1918 	        Kapitän zur See Otto Seidensticker
- Décembre 1918 à juin 1919 	Kapitänleutnant Hans Becker